# قشلاق سرودلوکندی
قشلاق سرودلوکندی روستایی است که در استان اردبیل، شهرستان پارس‌آباد، بخش تازه‌کند، دهستان محمودآباد قرار دارد.

## جمعیت
بر اساس سرشماری سال ۱۳۸۵ جمعیت این روستا ۳۹۵ نفر با ۹۳ خانوار بوده‌است.